# Бизинген
Бизинген (нем. Bisingen) — община в Германии, в земле Баден-Вюртемберг. 
Подчиняется административному округу Тюбинген. Входит в состав района Цоллернальб.  Население составляет 9249 человек (на 31 декабря 2010 года). Занимает площадь 32,84 км².
В городе расположена компания Kress Elektrowerkzeuge производящая электроинструмент.